# گابریل دایانا
گابریل دیانا (به انگلیسی: Gabrielle Diana) (زاده ۲۸ فوریهٔ ۱۹۹۹) وبلاگ‌نویس، موسیقی‌دان، انسان‌دوست و ستاره اینترنت کانادایی است.
او یک زن ترنس است.